# فرنسيس مارتن (مغني)
فرنسيس مارتن هو مغني كندي، ولد في 28 أغسطس 1968 في مونتريال في كندا.